# Hernán Rodrigo López
Hernán Rodrigo López Mora (Montevideo, Uruguay, 21 de enero de 1978) es un entrenador y exfutbolista uruguayo nacionalizado paraguayo, jugaba de delantero y actualmente dirige a Guaraní de la Primera División de Paraguay. Es uno de los pocos futbolistas que jugó en los "4 Grandes" del fútbol paraguayo (Olimpia, Cerro Porteño, Guaraní, Libertad, Luqueño). Es el segundo máximo goleador histórico de la Primera División Paraguaya, el máximo goleador extranjero en la historia de la Primera División Paraguaya y el segundo máximo goleador histórico de la Copa Sudamericana siendo su récord superado por Hernán Barcos en 2018. 
Rodrigo López es el 3er máximo goleador uruguayo de la historia en competiciones internacionales con 40 goles (24 en Copa Libertadores y 16 en Copa Sudamericana). Solo es superado por Luis Suárez y Edinson Cavani.

## Trayectoria
Surgió en las categorías inferiores de Fénix. Luego pasó a River Plate de Uruguay, donde debutó profesionalmente en el año 1995, en la Liguilla Pre-Libertadores de América, logrando la clasificación a la Copa Conmebol.

### Torino
En la temporada siguiente al Mundial Juvenil de Malasia en el año 1997, fichó para el Torino de Italia.

### River Plate
Luego de un fugaz paso por el fútbol griego, retornó a las filas de River Plate. 

### Colo-Colo
Gracias a las buenas actuaciones con River Plate en los campeonatos de 1999 y 2000, fue contratado por Colo-Colo de Chile.

### Danubio
Regresó en 2001 para fichar por Danubio, y en esa temporada logró el subcampeonato uruguayo, perdiendo las finales con Nacional.

### Racing
En la primera parte del año 2002 jugó para Racing de Montevideo, consiguiendo 12 goles en 16 partidos jugados.

### Olimpia
Dichas actuaciones en Racing lo llevaron a fichar por el Olimpia de Paraguay, jugando las instancias finales en la Copa Libertadores de ese mismo año, siendo pieza fundamental en la definición por penales contra Grêmio y São Caetano, en semifinales y final respectivamente.
En el Olimpia disputó la final de la Copa Intercontinental 2002 contra los galácticos del Real Madrid, encuentro en el que tuvo una chance muy clara, en la que estrelló la pelota contra el poste izquierdo de Iker Casillas. 
En el 2003 se consagró campeón de la Recopa Sudamericana, ganándole a San Lorenzo de Argentina. En ese partido, fue la principal figura convirtiendo el primer gol y teniendo participación en el segundo ya que le cometieron penal a él, que luego Julio César Enciso cambió por gol. 

### Pachuca
En la temporada 2004-05 fichó por el club mexicano Pachuca.

### Libertad
Luego de su paso por México, volvió al fútbol paraguayo, pero esta vez al club Libertad.
En este club conquistó el Campeonato Paraguayo, convirtiendo 27 goles en una sola temporada, luego de 75 años sin que esa cantidad de goles fuese alcanzada en un torneo paraguayo.
En la Copa Libertadores del año 2007 llegó a cuartos de final enfrentando al poderoso Boca Juniors, donde en una serie muy pareja, Libertad quedó eliminado. En esa copa, Rodrigo fue una de las principales figuras, anotando varios goles, incluso al América de México, equipo por el que terminó fichando al final de dicho torneo.

### América
En el Club América anotó algunos goles, tanto en el Torneo Local como en la Copa Sudamericana, donde perdió la final contra Arsenal de Sarandí.

### Vélez Sarsfield
En la temporada 2008-09 jugó en Vélez Sarsfield de Argentina, en donde marcó más de 30 goles en torneos locales y continentales. Se coronó campeón del Torneo Clausura 2009, siendo el goleador del equipo y anotando goles claves, como por ejemplo a River Plate con una espectacular chilena. 
Las buenas actuaciones en Vélez, lo llevaron a ser citado por Óscar Washington Tabárez a la Selección de Uruguay, para los últimos 6 partidos clasificatorios al Mundial de Sudáfrica 2010.
El 27 de julio de 2010 fue llamado para jugar con su selección, un partido amistoso contra Angola en Lisboa.

### Estudiantes
A mitad de año del 2010 fichó por Estudiantes donde se consagró campeón, siendo principal figura en el partido final anotando 2 goles.

### Banfield
En julio de 2011 firmó un contrato por 2 años a préstamo en Banfield.

### Cerro Porteño
Rescindió su contrato con Banfield por falta de pago y se fue al fútbol paraguayo nuevamente, esta vez a Cerro Porteño.

### Sportivo Luqueño
En el año 2013 llegó a un acuerdo con la directiva de Cerro Porteño y rescindió su contrato, para el Torneo Clausura pasó a ser jugador de Sportivo Luqueño.
En la institución de Luque se convirtió en figura casi de inmediato, salvando del descenso al equipo y siendo el goleador del torneo paraguayo en ese año.
En ese año rompió el récord de conquistas consecutivas, superando a Pablo Zeballos que convirtió en 9 partidos consecutivos, mientras que Ro-Ro lo hizo por 11 partidos consecutivos.

### Libertad
En el año 2014 firmó nuevamente para Libertad.
Durante su segundo paso por el Gumarello, López se consagró Bi Campeón del fútbol paraguayo. Anotó su gol 100 en el fútbol paraguayo, Culminó el año con 31 goles entre torneo local y Sudamericana, además se convirtió en el máximo goleador de la Copa Sudamericana.
En noviembre de 2014 ingresó al grupo de los jugadores que convirtieron más de 100 goles en el fútbol guaraní. En su segundo paso por Libertad anotó 43 goles en 62 partidos. En total con el equipo de Tuyucuá anotó 97 goles en 126 partidos totalizando Torneo Local, Copa Libertadores y Copa Sudamericana. 
Actualmente es el extranjero con más goles en el fútbol paraguayo y el goleador histórico de la Primera División, superando a Juan Samudio con 121 goles.

### Tercer máximo goleador de la Copa Sudamericana
Actualmente es el tercer máximo goleador histórico de la Copa Sudamericana con 16 conquistas en 33 partidos jugados.

## Estadísticas

### Como jugador
Datos actualizados a fin de carrera deportiva.
| River Plate · Uruguay |               |               |     |     |     |     |     |     |
| 1.ª | 1996          | 26            | 6   | 4   | 1   | 30  | 7   |     |
| 1.ª | 1997          | 22            | 2   | -   | -   | 22  | 2   |     |
| 1.ª | 1998          | 9             | 2   | -   | -   | 9   | 2   |     |
| 1.ª | 2000          | 14            | 3   | -   | -   | 14  | 3   |     |
| 1.ª | Total club    | 71            | 13  | 4   | 1   | 75  | 14  |     |
| Torino · Italia |               |               |     |     |     |     |     |     |
| 2.ª | 1998          | 8             | 0   | -   | -   | 8   | 0   |     |
| 2.ª | Total club    | 8             | 0   | -   | -   | 8   | 0   |     |
| A. O. Kavala · Grecia |               |               |     |     |     |     |     |     |
| 1.ª | 1999          | 4             | 0   | -   | -   | 4   | 0   |     |
| 1.ª | Total club    | 4             | 0   | -   | -   | 4   | 0   |     |
| Colo-Colo · Chile |               |               |     |     |     |     |     |     |
| 1.ª | 2000          | 14            | 1   | 3   | 1   | 17  | 2   |     |
| 1.ª | Total club    | 14            | 1   | 3   | 1   | 17  | 2   |     |
| Danubio · Uruguay |               |               |     |     |     |     |     |     |
| 1.ª | 2001          | 22            | 4   | -   | -   | 22  | 4   |     |
| 1.ª | Total club    | 22            | 4   | -   | -   | 22  | 4   |     |
| Racing · Uruguay |               |               |     |     |     |     |     |     |
| 1.ª | 2002          | 17            | 10  | -   | -   | 17  | 10  |     |
| 1.ª | Total club    | 17            | 10  | -   | -   | 17  | 10  |     |
| Olimpia Paraguay |               |               |     |     |     |     |     |     |
| 1.ª | 2002          | 14            | 5   | 4   | 0   | 18  | 5   |     |
| 1.ª | 2003          | 30            | 7   | 9   | 7   | 39  | 14  |     |
| 1.ª | 2004          | 7             | 0   | 5   | 3   | 12  | 3   |     |
| 1.ª | Total club    | 51            | 12  | 18  | 10  | 69  | 22  |     |
| Pachuca · México |               |               |     |     |     |     |     |     |
| 1.ª | A-2004        | 12            | 1   | -   | -   | 12  | 1   |     |
| 1.ª | Total club    | 12            | 1   | -   | -   | 12  | 1   |     |
| Libertad Paraguay |               |               |     |     |     |     |     |     |
| 1.ª | 2005          | 21            | 10  | -   | -   | 21  | 10  |     |
| 1.ª | 2006          | 32            | 27  | 15  | 4   | 47  | 31  |     |
| 1.ª | 2007          | 11            | 8   | 10  | 3   | 21  | 11  |     |
| 1.ª | A-2014        | 20            | 19  | -   | -   | 20  | 19  |     |
| 1.ª | C-2014        | 17            | 7   | 6   | 3   | 23  | 10  |     |
| 1.ª | A-2015        | 12            | 7   | 6   | 1   | 18  | 8   |     |
| 1.ª | C-2015        | 13            | 2   | 4   | 3   | 17  | 5   |     |
| 1.ª | Total club    | 126           | 80  | 41  | 14  | 167 | 94  |     |
| América · México |               |               |     |     |     |     |     |     |
| 1.ª | A-2007        | 16            | 7   | 11  | 5   | 27  | 12  |     |
| 1.ª | C-2008        | 5             | 0   | 5   | 0   | 10  | 0   |     |
| 1.ª | Total club    | 21            | 7   | 16  | 5   | 37  | 12  |     |
| Vélez Sarsfield Argentina |               |               |     |     |     |     |     |     |
| 1.ª | A-2008        | 12            | 2   | -   | -   | 12  | 2   |     |
| 1.ª | C-2009        | 19            | 11  | 6   | 3   | 25  | 14  |     |
| 1.ª | A-2009        | 13            | 4   | -   | -   | 13  | 4   |     |
| 1.ª | C-2010        | 8             | 6   | 8   | 4   | 16  | 10  |     |
| 1.ª | Total club    | 52            | 23  | 14  | 7   | 66  | 30  |     |
| Estudiantes (LP) Argentina |               |               |     |     |     |     |     |     |
| 1.ª | A-2010        | 7             | 4   | -   | -   | 29  | 4   |     |
| 1.ª | C-2011        | 13            | 3   | 6   | 3   | 19  | 6   |     |
| 1.ª | Total club    | 20            | 7   | 6   | 3   | 26  | 10  |     |
| Banfield Argentina |               |               |     |     |     |     |     |     |
| 1.ª | A-2011        | 9             | 1   | -   | -   | 9   | 1   |     |
| 1.ª | C-2012        | 13            | 3   | -   | -   | 13  | 3   |     |
| 1.ª | Total club    | 22            | 4   | -   | -   | 22  | 4   |     |
| Cerro Porteño Paraguay |               |               |     |     |     |     |     |     |
| 1.ª | C-2012        | 9             | 1   | 5   | 0   | 14  | 1   |     |
| 1.ª | A-2013        | 6             | 0   | 5   | 0   | 11  | 0   |     |
| 1.ª | Total club    | 15            | 1   | 10  | 0   | 25  | 1   |     |
| Sportivo Luqueño Paraguay |               |               |     |     |     |     |     |     |
| 1.ª | C-2013        | 18            | 17  | -   | -   | 18  | 17  |     |
| 1.ª | Total club    | 18            | 17  | 0   | 0   | 18  | 17  |     |
| Guaraní Paraguay |               |               |     |     |     |     |     |     |
| 1.ª | A-2016        | 13            | 3   | 2   | 1   | 15  | 4   |     |
| 1.ª | C-2016        | 21            | 7   | -   | -   | 21  | 7   |     |
| 1.ª | A-2017        | 12            | 4   | 5   | 1   | 17  | 5   |     |
| 1.ª | C-2017        | 17            | 3   | -   | -   | 17  | 3   |     |
| 1.ª | Total club    | 63            | 17  | 7   | 2   | 70  | 19  |     |
| Total carrera | Total carrera | Total carrera | 536 | 197 | 119 | 43  | 655 | 240 |
| (1) Incluye datos de la Copa Conmebol (1996); la Copa Mercosur (2000); Copa Libertadores (2002, 2003, 2004, 2006, 2007, 2008, 2010, 2011, 2013, 2015, 2016, 2017); Copa Intercontinental (2002); Recopa Sudamericana (2003); Copa Sudamericana (2006, 2007, 2009, 2012, 2014, 2015); SuperLiga Norteamericana (2007). (2) No incluye goles en partidos amistosos. |               |               |     |     |     |     |     |     |

#### Goles en la Copa Libertadores
| 2003 6 goles | 11 de febrero de 2003 | Estadio Alejandro Villanueva, Lima, Perú          | Alianza Lima vs. Olimpia                | Anotado                     | 1 – 1 |
| 2003 6 goles | 4 de marzo de 2003    | Estadio Juan Carmelo Zerillo, La Plata, Argentina | Gimnasia y Esgrima La Plata vs. Olimpia | Anotado                     | 1 – 1 |
| 2003 6 goles | 25 de marzo de 2003   | Estadio Zorros del Desierto, Calama, Chile        | Cobreloa vs. Olimpia                    | Anotado                     | 2 – 3 |
| 2003 6 goles | 8 de abril de 2003    | Estadio Defensores del Chaco, Asunción, Paraguay  | Olimpia vs. Gimnasia y Esgrima La Plata | Anotado · Anotado           | 4 – 1 |
| 2003 6 goles | 22 de abril de 2003   | Estadio Defensores del Chaco, Asunción, Paraguay  | Olimpia vs. Grêmio                      | Anotado                     | 2 – 3 |
| 2004 3 goles | 9 de marzo de 2004    | Estadio Alberto Gallardo, Lima, Perú              | Sporting Cristal vs. Olimpia            | Anotado                     | 3 – 2 |
| 2004 3 goles | 6 de abril de 2004    | Estadio Defensores del Chaco, Asunción, Paraguay  | Olimpia vs. Coritiba                    | Anotado                     | 3 – 2 |
| 2004 3 goles | 13 de abril de 2004   | Estadio Gigante de Arroyito, Rosario, Argentina   | Olimpia vs. Rosario                     | Anotado                     | 1 – 1 |
| 2006 2 goles | 23 de marzo de 2006   | Estadio Defensores del Chaco, Asunción, Paraguay  | Libertad vs. El Nacional                | Anotado                     | 4 – 1 |
| 2006 2 goles | 18 de julio de 2006   | Estadio Defensores del Chaco, Asunción, Paraguay  | Libertad vs. River Plate                | Anotado                     | 3 – 1 |
| 2007 3 goles | 1 de marzo de 2007    | Estadio Azteca, Ciudad de México, México          | América vs. Libertad                    | Anotado                     | 1 – 4 |
| 2007 3 goles | 6 de marzo de 2007    | Estadio Olímpico Atahualpa, Quito, Ecuador        | El Nacional vs. Libertad                | Anotado                     | 1 – 1 |
| 2007 3 goles | 11 de abril de 2007   | Estadio Defensores del Chaco, Asunción, Paraguay  | Libertad vs. América                    | Anotado                     | 1 – 2 |
| 2010 4 goles | 23 de febrero de 2010 | Estadio Olímpico de la UCV, Caracas, Venezuela    | Deportivo Italia vs. Vélez Sarsfield    | Anotado                     | 0 – 1 |
| 2010 4 goles | 25 de marzo de 2010   | Estadio José Amalfitani, Buenos Aires, Argentina  | Vélez Sarsfield vs. Colo-Colo           | Anotado                     | 2 – 1 |
| 2010 4 goles | 15 de abril de 2010   | Estadio José Amalfitani, Buenos Aires, Argentina  | Vélez Sarsfield vs. Deportivo Italia    | Anotado · Anotado           | 4 – 0 |
| 2011 3 goles | 17 de marzo de 2011   | Estadio Ciudad de La Plata, La Plata, Argentina   | Estudiantes vs. Guaraní                 | Anotado · Anotado · Anotado | 5 – 1 |
| 2015 1 gol   | 19 de febrero de 2015 | Estadio Dr. Nicolás Leoz, Asunción, Paraguay      | Libertad vs. Atlético Nacional          | Anotado                     | 2 – 2 |
| 2016 1 gol   | 11 de febrero de 2016 | Estadio Defensores del Chaco, Asunción, Paraguay  | Guaraní vs. Independiente del Valle     | Anotado                     | 2 – 1 |
| 2017 1 gol   | 20 de abril de 2017   | Estadio Defensores del Chaco, Asunción, Paraguay  | Guaraní vs. Grêmio                      | Anotado                     | 1 – 1 |

#### Goles en la Copa Sudamericana
| 2006 2 goles | 23 de agosto de 2006     | Defensores del Chaco, Asunción, Paraguay         | Libertad vs. Cerro Porteño         | Anotado           | 3 – 1 |
| 2006 2 goles | 29 de agosto de 2006     | General Pablo Rojas, Asunción, Paraguay          | Cerro Porteño vs. Libertad         | Anotado           | 0 – 1 |
| 2007 5 goles | 25 de septiembre de 2007 | Estadio Hidalgo, Pachuca, México                 | Pachuca vs. América                | Anotado · Anotado | 1 – 4 |
| 2007 5 goles | 10 de octubre de 2007    | Estadio Azteca, Ciudad de México, México         | América vs. Vasco da Gama          | Anotado           | 2 – 0 |
| 2007 5 goles | 13 de noviembre de 2007  | Estadio Nemesio Díez, Toluca, México             | América vs. Millonarios            | Anotado · Anotado | 2 – 0 |
| 2009 3 goles | 23 de septiembre de 2009 | Estadio José Amalfitani, Buenos Aires, Argentina | Vélez Sarsfield vs. Unión Española | Anotado           | 3 – 2 |
| 2009 3 goles | 20 de octubre de 2009    | Estadio José Amalfitani, Buenos Aires, Argentina | Vélez Sarsfield vs. Liga de Quito  | Anotado           | 1 – 1 |
| 2009 3 goles | 5 de noviembre de 2009   | Estadio Casa Blanca, Quito, Ecuador              | Liga de Quito vs. Vélez Sarsfield  | Anotado           | 2 – 1 |
| 2014 3 goles | 27 de agosto de 2014     | Estadio Dr. Nicolás Leoz, Asunción, Paraguay     | Libertad vs. Nacional Potosí       | Anotado · Anotado | 3 – 0 |
| 2014 3 goles | 17 de septiembre de 2014 | Estadio Dr. Nicolás Leoz, Asunción, Paraguay     | Libertad vs. Barcelona             | Anotado           | 2 – 0 |
| 2015 3 goles | 18 de agosto de 2015     | Estadio Dr. Nicolás Leoz, Asunción, Paraguay     | Libertad vs. Santiago Wanderers    | Anotado           | 2 – 1 |
| 2015 3 goles | 17 de septiembre de 2015 | Estadio Dr. Nicolás Leoz, Asunción, Paraguay     | Libertad vs. Universidad Católica  | Anotado           | 1 – 0 |
| 2015 3 goles | 24 de septiembre de 2015 | Estadio Dr. Nicolás Leoz, Asunción, Paraguay     | Libertad vs. Chapecoense           | Anotado           | 1 – 1 |

#### Participación en Copa del Mundo
| Mundial                      | Sede    | Resultado  | Partidos | Goles |
| ---------------------------- | ------- | ---------- | -------- | ----- |
| Copa Mundial Juvenil de 1997 | Malasia | Subcampeón | 4        | 1     |

### Como entrenador
| Club                 | País                 | Año                  | PJ  | PG | PE | PP | GF  | GC  | DG  | Efectividad |
| -------------------- | -------------------- | -------------------- | --- | -- | -- | -- | --- | --- | --- | ----------- |
| Racing Montevideo    | Uruguay              | 2017-2018            | 25  | 5  | 7  | 13 | 21  | 36  | -15 | 29.33%      |
| Sportivo Luqueño     | Paraguay             | 2020                 | 12  | 4  | 4  | 4  | 15  | 14  | +1  | 44.44%      |
| Nacional             | Paraguay             | 2020-2022            | 60  | 17 | 26 | 17 | 75  | 77  | -2  | 37.77%      |
| Guaraní              | Paraguay             | 2023-2023.           | 28  | 11 | 11 | 6  | 38  | 32  | +6  | 52.39%      |
| Total en sus equipos | Total en sus equipos | Total en sus equipos | 124 | 37 | 48 | 40 | 150 | 159 | -9  | 42.74%      |

## Palmarés

### Como jugador

#### Campeonatos nacionales
| Título                        | Club            | País      | Año    |
| ----------------------------- | --------------- | --------- | ------ |
| Primera División de Paraguay  | Libertad        | Paraguay  | 2006   |
| InterLiga                     | América         | México    | 2008   |
| Primera División de Argentina | Vélez Sarsfield | Argentina | C-2009 |
| Primera División de Argentina | Estudiantes     | Argentina | A-2010 |
| Primera División de Paraguay  | Libertad        | Paraguay  | A-2014 |
| Primera División de Paraguay  | Libertad        | Paraguay  | C-2014 |
| Primera División de Paraguay  | Guarani         | Paraguay  | C-2016 |

#### Copas internacionales
| Título              | Club    | Sede        | Año  |
| ------------------- | ------- | ----------- | ---- |
| Copa Libertadores   | Olimpia | São Paulo   | 2002 |
| Recopa Sudamericana | Olimpia | Los Ángeles | 2003 |

### Distinciones individuales
| Distinción                                                           | Año         |
| -------------------------------------------------------------------- | ----------- |
| Premio revelación del fútbol uruguayo Diario El País (Uruguay)       | 1995        |
| Máximo goleador del Torneo Apertura (19 goles)                       | 2006        |
| Máximo goleador del Campeonato Paraguayo (27 goles)                  | 2006        |
| Máximo goleador del Torneo Clausura (17 goles)                       | 2013        |
| Máximo goleador del Torneo Apertura (19 goles)                       | 2014        |
| Segundo Máximo goleador histórico de la Primera División de Paraguay | (127 goles) |

## Curiosidades
- López cosechó 27 goles jugando por el club Libertad de Paraguay en el 2006 (Apertura y Clausura), una cantidad que sólo superaron tres goleadores anuales en los últimos 75 años en el país: Flaminio Silva, de Olimpia, en 1936 (34 goles); José Vinsac, de Cerro Porteño, en 1940 (30 goles), y Teófilo Espínola en 1939 (28 goles). Sólo tres artilleros llegaron a 27 goles:  Atilio Mellone, de Guaraní en 1943; Leocadio Marín Rodríguez, de Olimpia, en 1947, y Héctor Núñez, de Cerro, en 1994.
- Cuenta con un gran promedio en competiciones internacionales(Copa Libertadores de América y Copa Sudamericana) superando más de 40 anotaciones.
- Es el extranjero con más goles en el fútbol paraguayo.
- Es el primer extranjero en superar la barrera de 100 goles en el fútbol paraguayo.[4]
- Es el segundo jugador con más goles convertidos en Copa Sudamericana con 16 goles.